# Monowai (Vulkan)
Der Monowai ist ein submariner Vulkan, der nördlich von Neuseeland etwa auf halber Strecke zwischen den Kermadecinseln und Tonga liegt. Er erreicht eine Höhe von 132 Meter unter dem Meeresspiegel, bei einer Wassertiefe von etwa 1500 Metern. Der basaltische Vulkan liegt am südlichen Ende des Tonga-Rückens, etwas abseits der Kermadec-Vulkane. Kleine parasitische Kegel befinden sich nördlich und westlich der Flanken des Vulkans. Der Berg ist nach einem Forschungs-U-Boot der Royal New Zealand Navy benannt, die an ihm Untersuchungen durchgeführt hat. Im Nordosten des Vulkans, etwa 8 km entfernt, liegt eine 8,5 mal 11 km große submarine Caldera, die mehr als 1500 Meter tief liegt.
Der Berg wurde erstmals 1977 anhand eines Ausbruchs zweifelsfrei als Vulkan identifiziert. Ob bereits im Jahr 1944 eine Eruption dieses Vulkans beobachtet wurde, ist unklar. Seitdem werden regelmäßig Ausbrüche registriert. Auf der Meeresoberfläche wurden Wasserverfärbungen, heftige Gasaustritte und Bereiche, an denen Tiefenwasser aufsteigt, beobachtet. Gelegentlich ist auch Grollen zu hören.

## Belege